# Unterausschuss für Steuerfragen
Der Unterausschuss für Steuerfragen (englisch Subcommittee on Tax Matters, französisch Sous-commission des affaires fiscales; kurz FISC) ist ein Unterausschusses des Europäischen Parlaments und unterstützt den Ausschuss für Wirtschaft und Währung in Fragen zu Steuerbetrug, Steuerhinterziehung und Steuervermeidung sowie mit Finanztransparenz für Steuerzwecke. Der Unterausschuss für Steuerfragen wurde in der 2020 eingerichtet. Seit Juli 2024 ist Pasquale Tridico (M5S/Die Linke) Vorsitzender des Ausschusses.

## Funktion

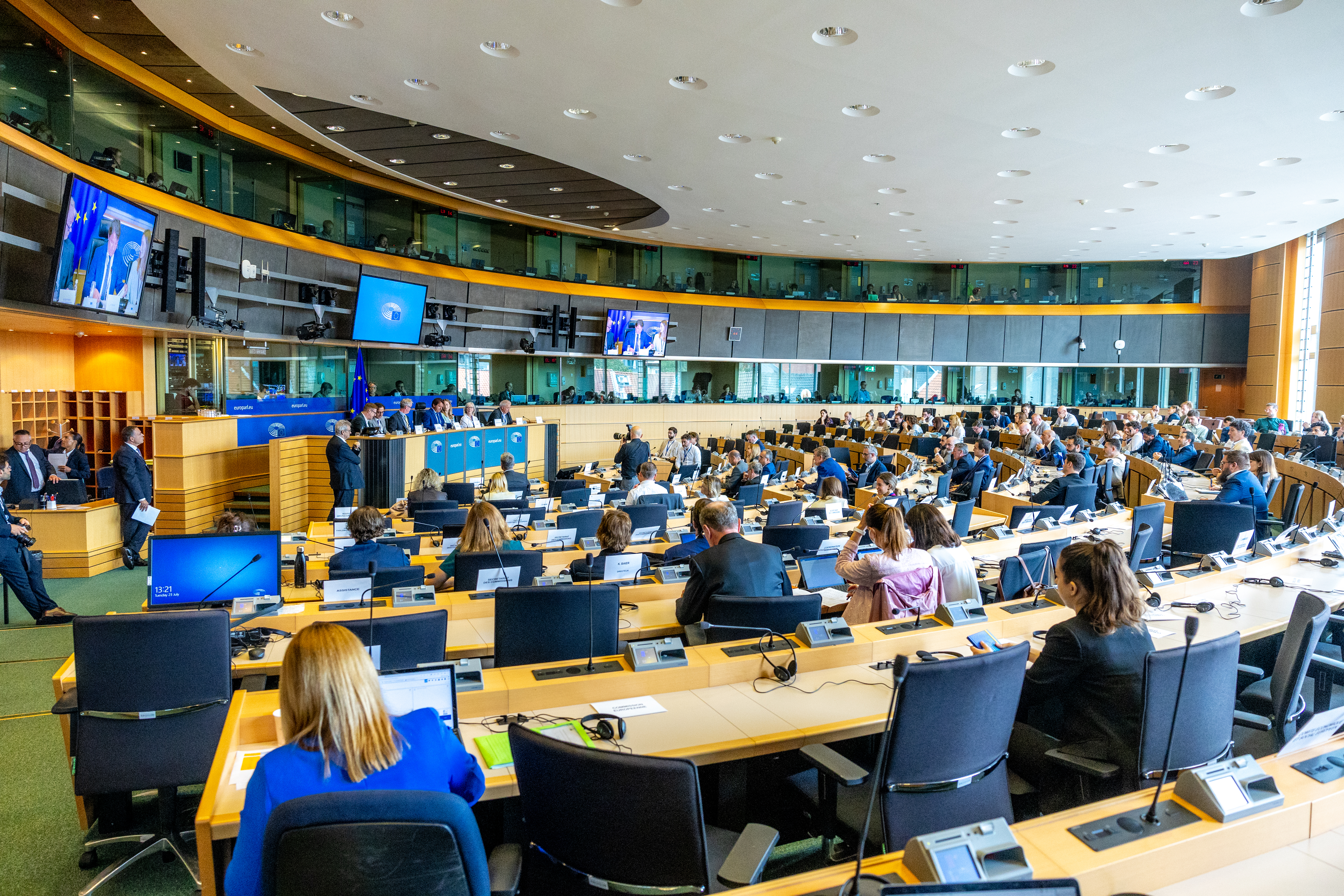
Blick auf den Ausschuss für Steuerfragen während dessen konstituierender Sitzung der 10. Wahlperiode im Juli 2024

Der Unterausschuss für Steuerfragen wurde eingerichtet, um den Ausschuss für Wirtschaft und Währung im Hinblick auf Steuerangelegenheiten, insbesondere den Kampf gegen Steuerbetrug, Steuerhinterziehung und Steuervermeidung, sowie im Hinblick auf finanzielle Transparenz für Besteuerungszwecke zu unterstützen. Hintergrund ist, dass das Europäische Parlament mehrmals Maßnahmen der Europäischen Union zur Bekämpfung der Steuervermeidung eingefordert hatte und in den vergangenen Wahlperioden bereits mehrfach Sonderausschüsse (TAXE 2015, TAX2 2016, TAX3 2018) sowie einen Untersuchungsausschuss (PANA 2017) zu dem Thema eingerichtet hatte. Der Ausschuss soll zudem nach Worten des Vorsitzenden Paul Tang einen Beitrag zu einer einfacheren, effizienteren und nachhaltigeren Steuerpolitik der EU leisten.

## Ausschussvorsitzende

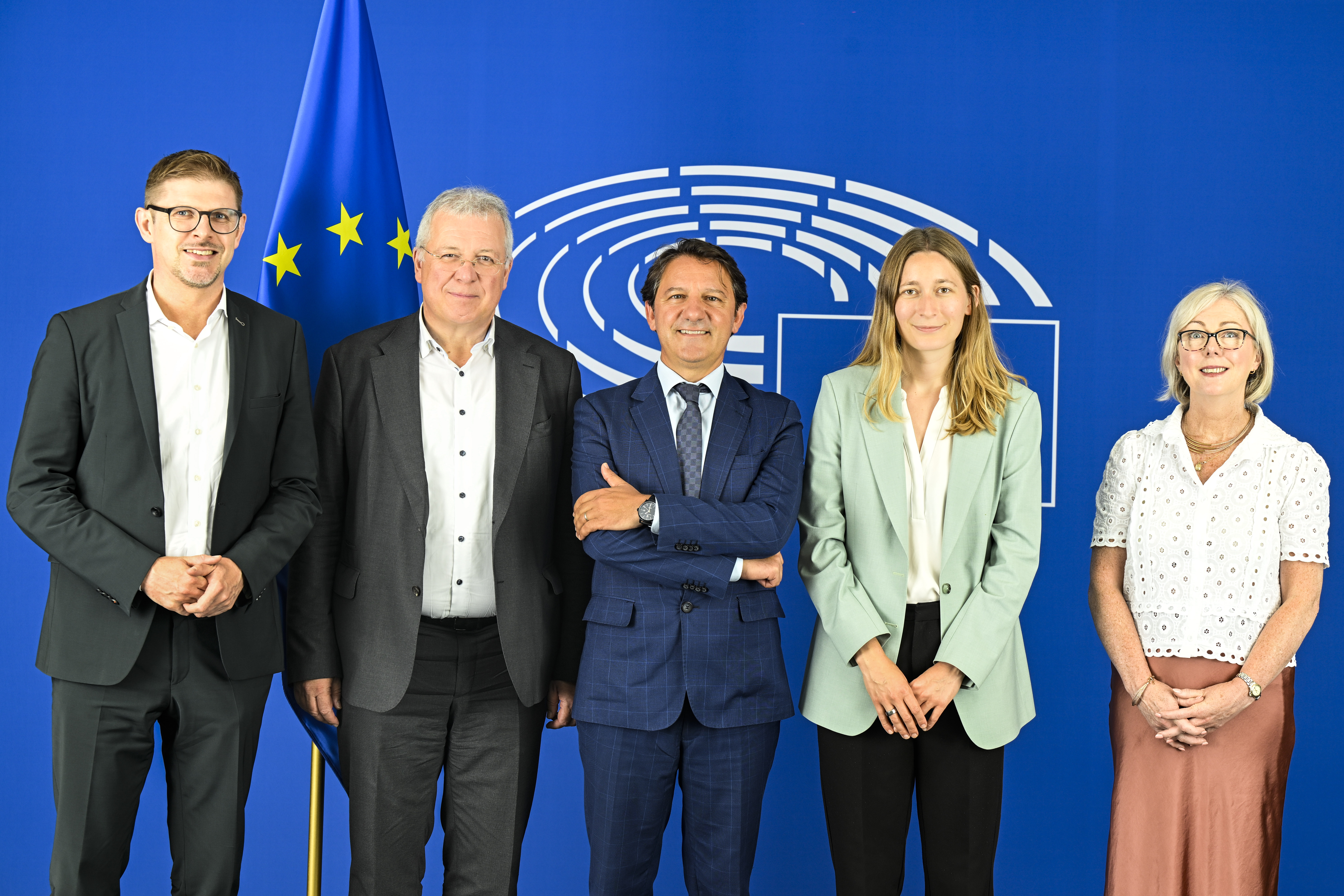
Ausschussvorsitz der 10. Wahlperiode (2024–2029): Matthias Ecke, Markus Ferber, Pasquale Tridico, Kira Marie Peter-Hansen und Regina Doherty

- 2020–Juni 2024: Paul Tang (PvdA/S&D)[4]
- Seit Juli 2024: Pasquale Tridico (M5S/Die Linke)[5]

## Mitglieder
Für eine aktuelle Liste der Mitglieder siehe den Internetauftritt des Ausschusses.